# Бенедікт Фернандес
Бенедікт Фернандес (нім. Benedikt Fernandez, * 8 січня 1985, Бонн, ФРН) — німецький футболіст, воротар.